# Sola/Surabaya Johnny
 Sola/Surabaya Johnny è un singolo di Milva, pubblicato dalla Ricordi nel 1971.

## Sola
Sola, è un brano scritto da Enrico Riccardi su arrangiamento diretto dal maestro Gianpiero Reverberi.
Il brano fu la sigla della trasmissione televisiva I grandi dello spettacolo del 1971 e fu incluso nell'album La filanda e altre storie.

## Surabaya Johnny
Surabaya Johnny è la canzone pubblicata sul lato B del singolo, scritta da Bertolt Brecht e Kurt Weill, contenuta nell'album Milva canta Brecht.

## Edizioni
Il singolo è stato distribuito in Italia dall'etichetta Ricordi, con codice SRL 10.617. Il singolo fu distribuito anche in Giappone.